# Vilshofen an der Donau

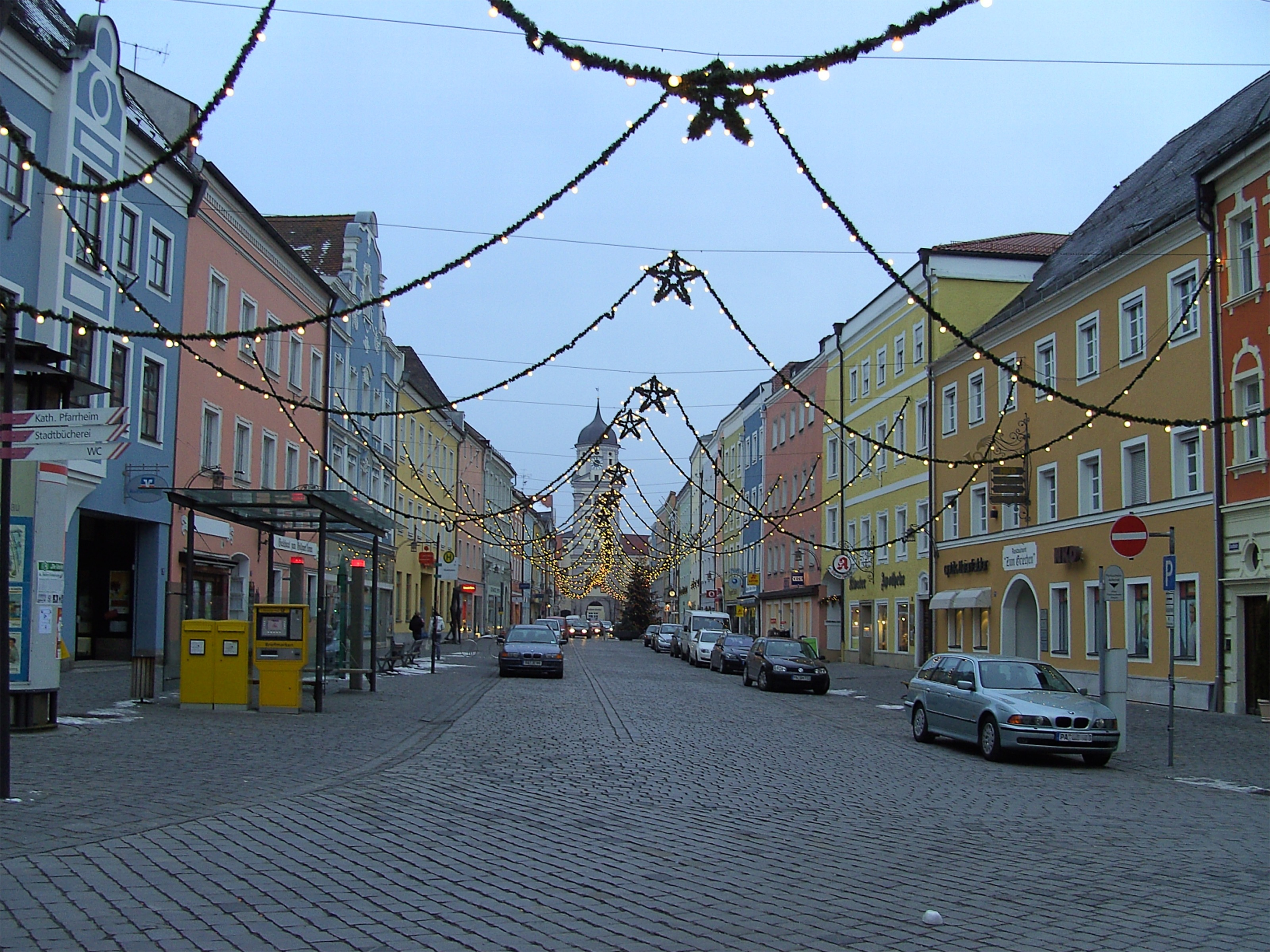
Vilshofen an der Donau
(piaţa centrală)

Vilshofen an der Donau este un oraș din landul Bavaria, Germania.